# Creux du Van
Creux du Van – cyrk lodowcowy w szwajcarskiej części Jury na granicy między kantonami Neuchâtel i Vaud. 

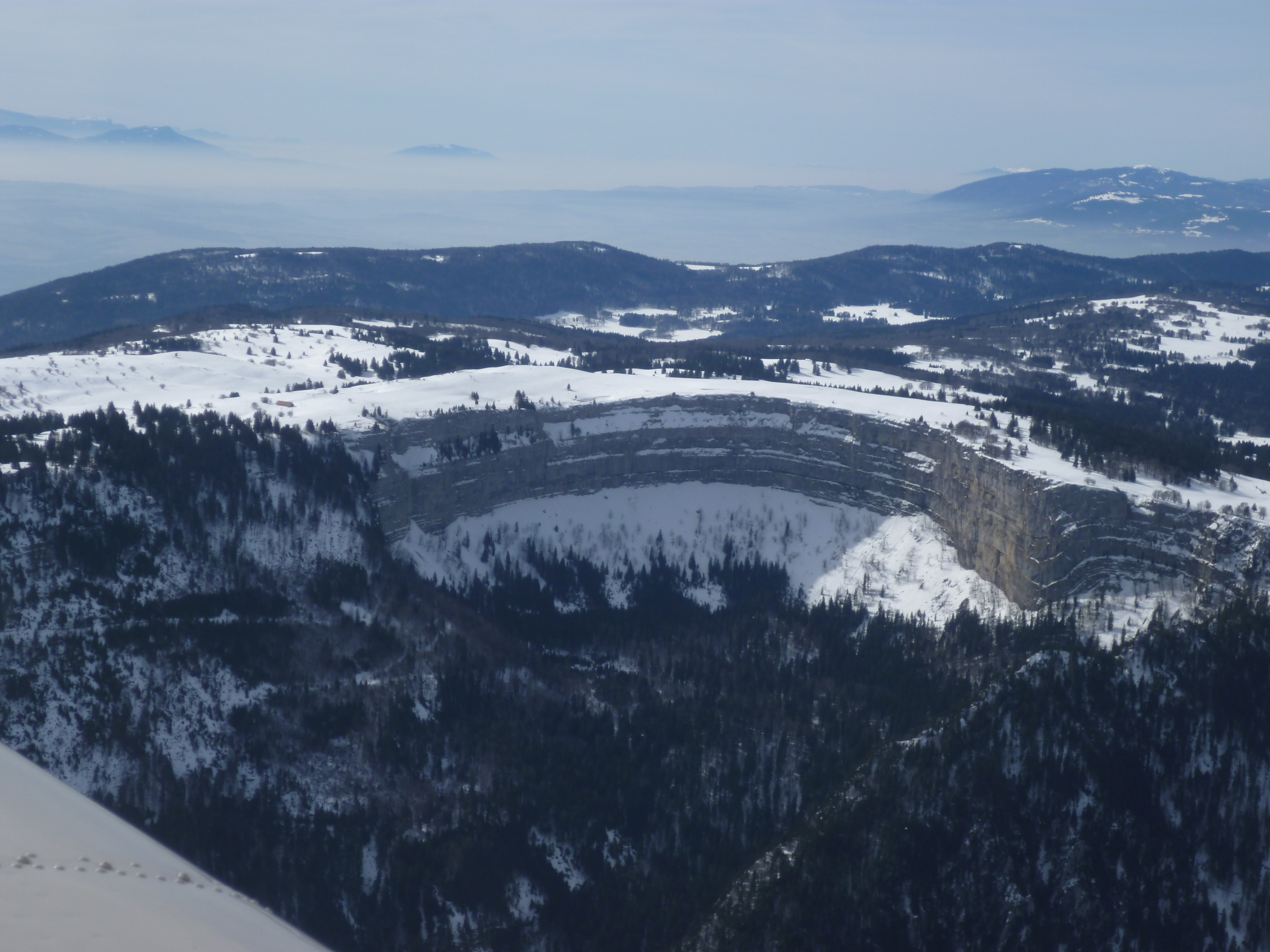
Creux du Van, zdjęcie lotnicze

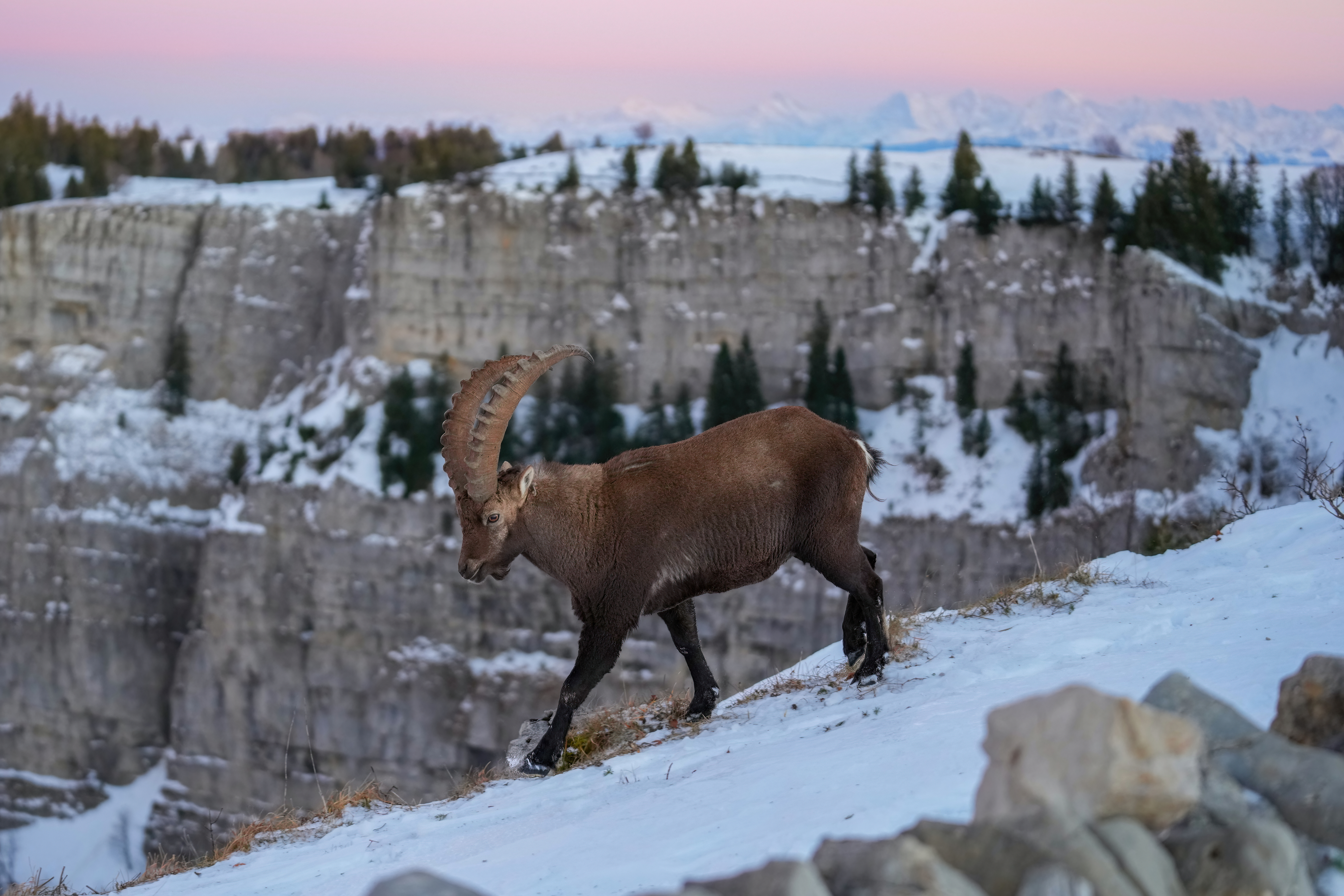
Dziki samiec koziorożca alpejskiego w Creux du Van

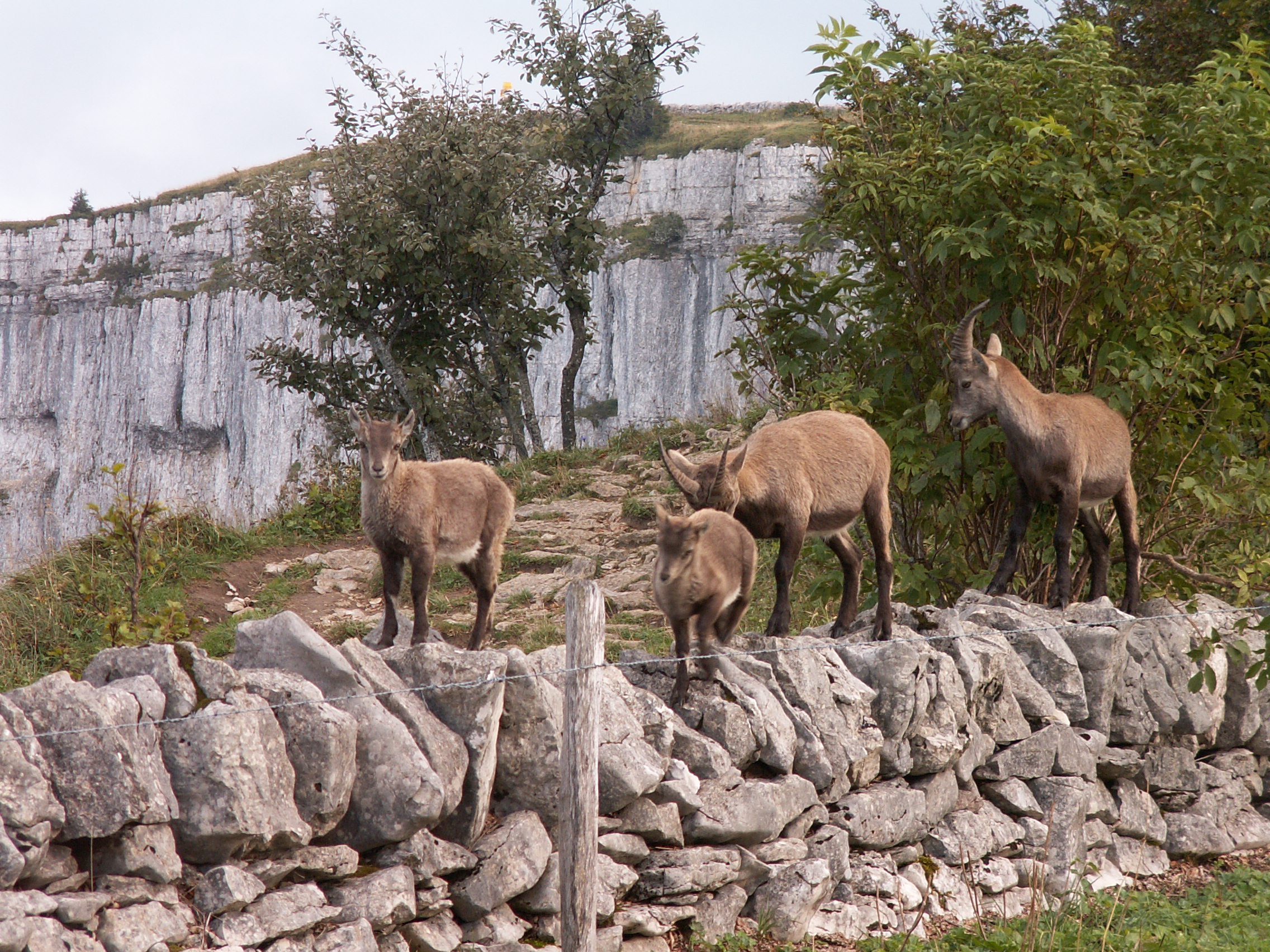
Koziorożce w Creux du Van

Ma szerokość ok. 1200 m, a głębokość 500 m. Całkowita długość ścian skalnych wynosi około 4 km. Leży obok szczytu Soliat na wysokości 1200 do 1450 m n.p.m. Od 1977 r. obszar jest objęty ochroną i wciągnięty na listę Federalnego Wykazu Krajobrazów i Pomników Przyrody o Znaczeniu Narodowym (Bundesinventar der Landschaften und Naturdenkmäler von nationaler Bedeutung).
Kocioł powstał prawdopodobnie w okresie zlodowacenia Würm na skutek erozji. Jego dno pokryte jest morenami i materiałem osuwiskowym, na których rośnie mieszany las jodłowo–bukowy. Na środku, pod niezalesioną częścią kotła, wypływa źródło Fontaine Froide, którego wody przez cały rok mają stałą temperaturę 4°C.
Na zboczach skalnych żyją koziorożce alpejskie i kozice. W 1770 r. zastrzelony został w rejonie Creux du Van ostatni niedźwiedź. W latach 1974 i 1975 zostały wypuszczone dwie pary rysi. 
Ten geologicznie i botanicznie ciekawy obszar jest jednocześnie ulubionym celem wycieczek, który najłatwiej jest dostępny pieszo z Noiraigue. Samochodem można się tu dostać przez Couvet lub Saint-Aubin-Sauges do restauracji  Ferme du Soliat znajdującej się na górnej krawędzi skalnego kotła. 
Na niezalesionej górnej krawędzi kotła został zbudowany ok. dwukilometrowy suchy mur, który zastąpił mniej estetyczny płot z drutu kolczastego. 